# Wagenhausen (Svizzera)
Wagenhausen (toponimo tedesco) è un comune svizzero di 1 654 abitanti del Canton Turgovia, nel distretto di Frauenfeld.

## Storia
Nel 1995 ha inglobato i comuni soppressi di Kaltenbach e Rheinklingen.

## Monumenti e luoghi d'interesse

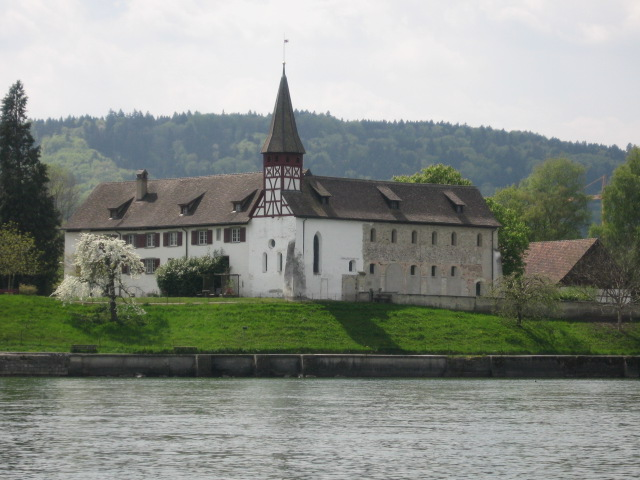
La chiesa riformata

- Chiesa riformata, già convento benedettino, eretta nell'XI secolo[1].

## Società

### Evoluzione demografica
L'evoluzione demografica è riportata nella seguente tabella (con Kaltenbach e Rheinklingen):
Abitanti censiti

## Amministrazione
Fino al 2010 ha fatto parte del distretto di Steckborn. Ogni famiglia originaria del luogo fa parte del cosiddetto comune patriziale e ha la responsabilità della manutenzione di ogni bene ricadente all'interno dei confini del comune.

## Infrastrutture e trasporti
Wagenhausen è servito dalla stazione di Etzwilen, situata sulla ferrovia Sciaffusa-Rorschach e capolinea della ferrovia Winterthur-Etzwilen e della ferrovia museo Etzwilen-Singen.